# 圣阿古斯丁-德柳萨内斯
圣阿古斯丁-德柳萨内斯，是西班牙加泰罗尼亚巴塞罗那省的一个市镇。总面积13平方公里，总人口105人（2001年），人口密度8人/平方公里。